# Триголо
Триголо, Триґоло (італ. Trigolo) — муніципалітет в Італії, у регіоні Ломбардія,  провінція Кремона.
Триголо розташоване на відстані близько 440 км на північний захід від Рима, 55 км на схід від Мілана, 28 км на північний захід від Кремони.
Населення — 1744 особи (2014).
Щорічний фестиваль відбувається 11 липня. Покровитель — San Benedetto.

## Демографія
Населення за роками:

Станом на 1 січня 2023 року в муніципалітеті офіційно проживало 160 іноземців з 19 країн, серед них 29 громадян країн Євросоюзу та 6 громадян України.

## Сусідні муніципалітети
- Кастеллеоне
- Куміньяно-суль-Навільйо
- Фієско
- Сальвірола
- Сорезіна